# Międzynarodowy Festiwal Folkloru w Zielonej Górze
Międzynarodowy Festiwal Folkloru w Zielonej Górze - impreza cykliczna odbywająca się co dwa lata od 1964 roku. Od roku 1991 Festiwal został wzbogacony o wersję przeznaczoną dla grup dziecięcych - odbywa się ona w latach nieparzystych.
MFF jest jedną z najstarszych i największych imprez folklorystycznych w Polsce. Początkowo był platformą wymiany kulturowej państw Bloku Wschodniego. Z czasem na kolejne edycje przybywało coraz więcej zespołów ze wszystkich państw Świata. Aktualnie na MFF zjeżdżają się zespoły z kilku kontynentów, prezentujące dziedzictwo swoich rodzinnych stron. Festiwal przybliża mieszkańcom Zielonej Góry i południowej części województwa lubuskiego folklor całego globu. 
Począwszy od 2012 roku Festiwal będzie jeszcze intensywniej obecny w Łagowie oraz Sławie, gdzie codziennie, tak jak w Teatrze Lubuskim w Zielonej Górze, odbywać się będą koncerty przeglądowe. 
Każda edycja MFF rozpoczyna się korowodem ubarwiającym ulice Zielonej Góry, a tydzień później kończy koncertem galowym oraz pokazem sztucznych ogni w Amfiteatrze im. Anny German w Zielonej Górze.